# سونيا أديسارا
سونيا أديسارا (بالإنجليزية: Sonia Adesara)‏‏(مواليد 1989) هي طبيبة وناشطة متخصصة في الصحة الإنجابية.حيث انها ناشطة من أجل حقوق المهاجرين والمساواة بين الجنسين وحزب العمل. تشارك في رئاسة الرابطة الدولية للشابات الطبيات، وعضو في المجلس المركزي لجمعية الصحة الاشتراكية.

## النشأة والتعليم
أديسارا هي ابنة لاجئ آسيوي أوغندي. درست الطب في جامعة نوتنغهام. في عام 2014 انضمت إلى مستشفى باسينجستوك ومستشفى نورث هامبشاير كطبيبة مبتدئة.

## المسار المهني والوظيفي
سونيا أديسارا هي طبيبة عامة متدربة. وهي رئيسة مشاركة للجمعية الدولية للنساء الطبيات الشابات، وزميلة إكلينيكية لمدير طبي وطني في ماكميلان. كانت عضوًا في حملة حافظ على هيئة الخدمات الصحية الوطنية عامة في يوليو 2019. كتبت عن زيادة الخطاب المناهض للإجهاض في ضوء تصويت خروج بريطانيا من الاتحاد الأوروبي وانتخاب دونالد ترامب. منذ عام 2012 جلست سونيا أديسارا في المجلس المركزي لجمعية الصحة الاشتراكية.
سونيا أديسارا هي عضوة في حملة البرلمان 50:50، والتي تتطلع إلى زيادة تمثيل المرأة في قصر وستمنستر وقد ترأست سابقًا شبكة شبكة فابيان الصغيرة شبكة الصحة هي مجموعة ذات اهتمام خاص من قسم الشباب في جمعية فابيان. في عام 2018، حاولت دون جدوى أن تصبح المرشحة البرلمانية لحزب العمل لدائرة أوكسبريدج وساوث رويسليب. في عام 2019، ظهرت سونيا أديسارا في البث السياسي لحزب الانتخابات العامة لحزب العمل.

## الجوائز والتكريم
ظهرت في مجلة المصمم كامرأة الأسبوع في عام 2018 وتم اختيارها من قبل مجلة ماري كلير في المستقبل عام 2019. في عام 2019، مُنحت جائزة المرأة الآسيوية للإنجاز الشابة.